# Кьезина-Уццанезе

Кьезина-Уццанезе (итал. Chiesina Uzzanese) — коммуна в Италии, располагается в регионе Тоскана, в провинции Пистоя.
Население составляет 4 545 человека (31-5-2019), плотность населения составляет 631,25  чел./км². Занимает площадь 7 км². Почтовый индекс — 51013. Телефонный код — 0572.
Покровительницей коммуны почитается Пресвятая Богородица, празднование 5 августа.

## Демография
Динамика населения:

## Администрация коммуны
- Официальный сайт: http://www.comune.chiesinauzzanese.pt.it/

## Примечание
1. ↑  Statistiche demografiche ISTAT. demo.istat.it. Дата обращения: 9 декабря 2019. Архивировано из оригинала 24 июля 2019 года.